# Gerardo Esteve y Llach
Gerardo Esteve y Llach, nacido en Cataluña (España) en 1771, fue un comerciante y militar que combatió contra las Invasiones Inglesas a Buenos Aires, en los primeros años del siglo XIX.

## Biografía
Se instaló joven en Buenos Aires y se dedicó al comercio, llegando a reunir una cierta fortuna.
Cuando se produjo la primera de las Invasiones Inglesas, reunió a varios comerciantes amigos y a sus empleados, y organizó un grupo de conspiradores, con el que buscaba qué hacer para expulsar a los invasores. A las dos o tres semanas, supo del grupo que estaba reuniendo Martín de Álzaga, y quedó impresionado por el sistema organizativo de este y su grupo de espías; y –sobre todo– por las medidas de seguridad y secreto que mantenía. Se unió con su gente al grupo de Álzaga y, junto al ingeniero Felipe Sentenach, organizaron la utilización de los túneles secretos de la ciudad para volar el Fuerte, donde tenían su cuartel los ingleses. El proyecto fracasó porque, antes de que pudieran llevarlo a cabo, llegó el ejército que había organizado Santiago de Liniers en Montevideo y comenzó el ataque a la ciudad. Sus hombres se unieron a las fuerzas de Liniers, y la Reconquista fue un éxito.
Participó en el cabildo abierto que dio el mando de la ciudad a Liniers e impidió la entrada del virrey Sobremonte.
A fines de año, fue segundo jefe del Cuerpo de Voluntarios Artilleros de la Unión, formado por criollos y españoles, pero cuyos jefes eran todos catalanes. Más tarde fue el comandante del cuerpo. Al frente de este regimiento peleó en la Defensa de Buenos Aires en julio de 1807 y fue herido. Fue reemplazado en el mando del regimiento por José Fornaguera.
En 1808, el virrey Liniers lo ascendió al grado de coronel. El primer día del año siguiente, se opuso firmemente a la Asonada de Álzaga y sus tropas repelieron a los leales a este, especialmente los Gallegos y los Montañeses. Y también a su ex segundo, Fornaguera.
Participó tibiamente en la Revolución de Mayo, y durante un año y medio más fue el comandante del regimiento de artillería volante de la ciudad. Pasó a retiro en octubre de 1811.
Es posible que haya abandonado el país poco después de la sangrienta represión del supuesto complot de Álzaga; no se sabe más de él, ni cuándo ni dónde murió.